# 海外联盟
海外联盟（法語：Alliances des Outre-Mers）是法国的一个已不存在的选举联盟，由各海外属地的左翼政党组成，为应对2009年欧洲议会选举而成立。该联盟的成员有留尼汪共产党、马提尼克民主联盟、圭亚那社会党和卡纳克和社会主义民族解放阵线。该联盟支持左翼阵线。